# Robert Alderin

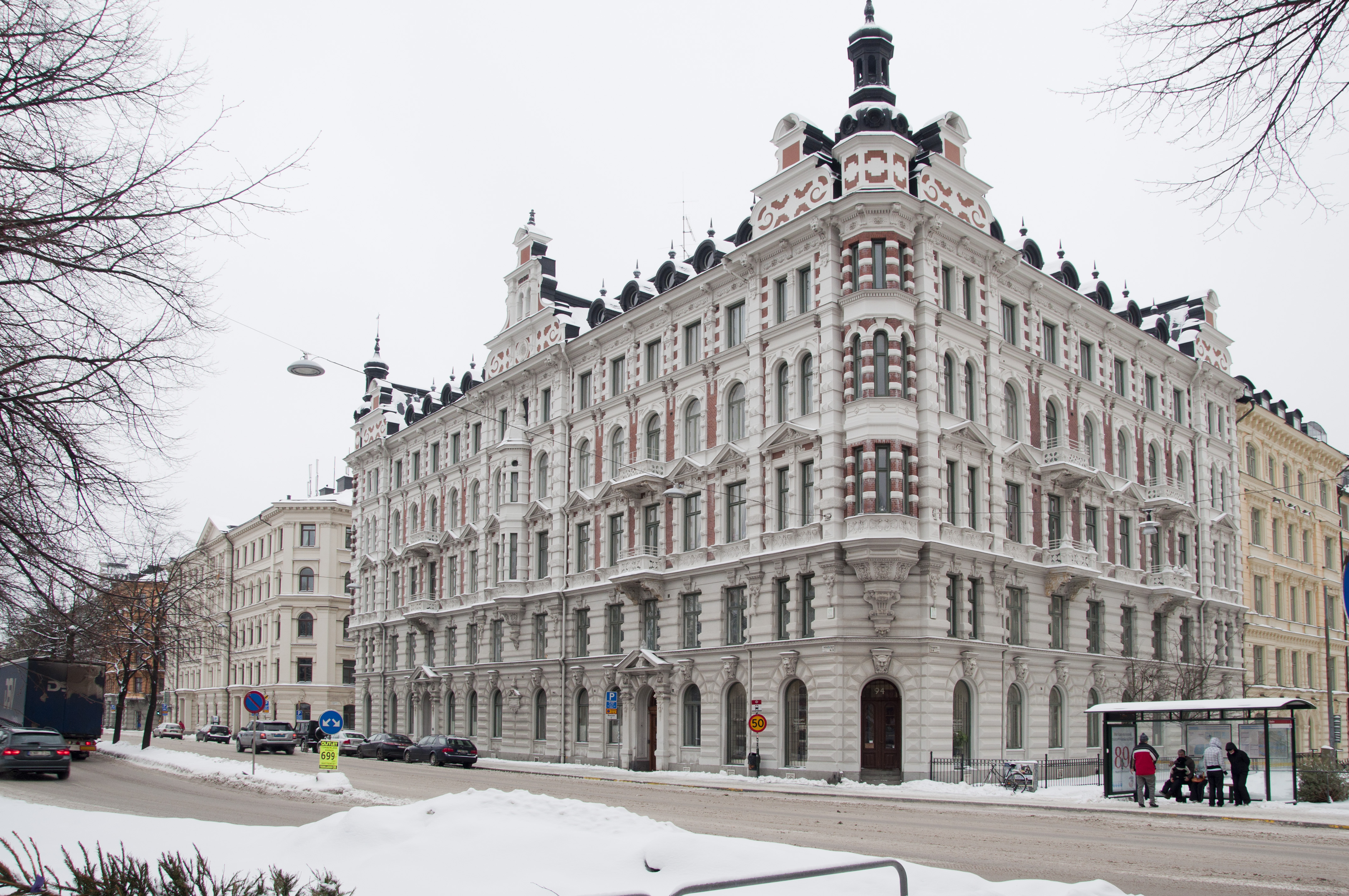
Björken 18 där Östlihn & Alderin var byggherrar och byggmästare

Robert Valfrid Alderin, född 26 september 1859 i Norrköping, död 13 april 1916 i Stockholm, var en svensk byggmästare och direktör.
Han genomgick Tekniska skolans i Stockholms byggnadsyrkesskola 1879–1882, och blev året därpå egen byggmästare.
Under 1880-talet samarbetade han vid husbyggnationer med Lars Östlihn och svarade för uppförandet av bland annat Immanuelskyrkan och Frälsningsarméns Templet
År 1889 grundade han Nya Murbruksfabrikens i Stockholm och blev dess verkställande direktör, en befattning han innehade ända fram till sin död år 1916.
Alderin invaldes i stadsfullmäktige 1901 och i drätselnämnden 1908. Han var vice ordförande i lantegendomsnämnden. Robert Alderin är begravd på Norra begravningsplatsen utanför Stockholm.